# Kirill Petrenko
Kirill Petrenko, nom amb el qual és conegut com a austríac, si bé la transcripció del rus seria Kiril Gàrrievitx Petrenko (rus: Кирилл Гарриевич Петренко; Omsk, 1972) és un director d'orquestra russo-austríac. Actualment és el director titular de l'Orquestra Filharmònica de Berlín.

## Inicis
Petrenko va néixer a Omsk, Rússia, d'un pare violinista i una mare musicòloga. És de descendència jueva. El seu pare va néixer a Lviv (ara a Ucraïna). Petrenko va estudiar piano i va debutar en públic com a pianista als 11 anys. Als 18 anys, ell i la seva família van emigrar a Àustria, on el seu pare va tocar a l'Orquestra Simfònica de Vorarlberg. Petrenko va estudiar música al Vorarlberger Landeskonservatorium a Feldkirch, Vorarlberg, graduant-se amb honors en estudis de piano. Va continuar els seus estudis musicals a Viena a la Universitat de Música i Arts Escèniques de Viena, on entre els seus professors hi ha haver Uroš Lajovic. Altres professors i mentors dels seus estudis de direcció han estat Myung-Whun Chung, Edward Downes, Péter Eötvös, Ferdinand Leitner, Roberto Carnevale i Semyon Bychkov.

## Carrera
Petrenko va debutar en l'òpera el 1995 a Vorarlberg amb la producció de Let's Make an Opera de Benjamin Britten. Va ser Kapellmeister a la Volksoper de Viena del 1997 al 1999. Del 1999 al 2002, va ser Generalmusikdirektor del Südthüringisches Staatstheater, Das Meininger Theatre (Meiningen, Alemanya), on la seva obra va incloure la direcció de les quatre òperes del Der Ring des Nibelungen de Richard Wagner el 2001 en quatre dies consecutius, el seu primer compromís professional amb les òperes de Wagner. Més recentment, ha dirigit anualment el cicle complet de l'Anell de Wagner al Festival de Bayreuth els anys 2013, 2014 i 2015.

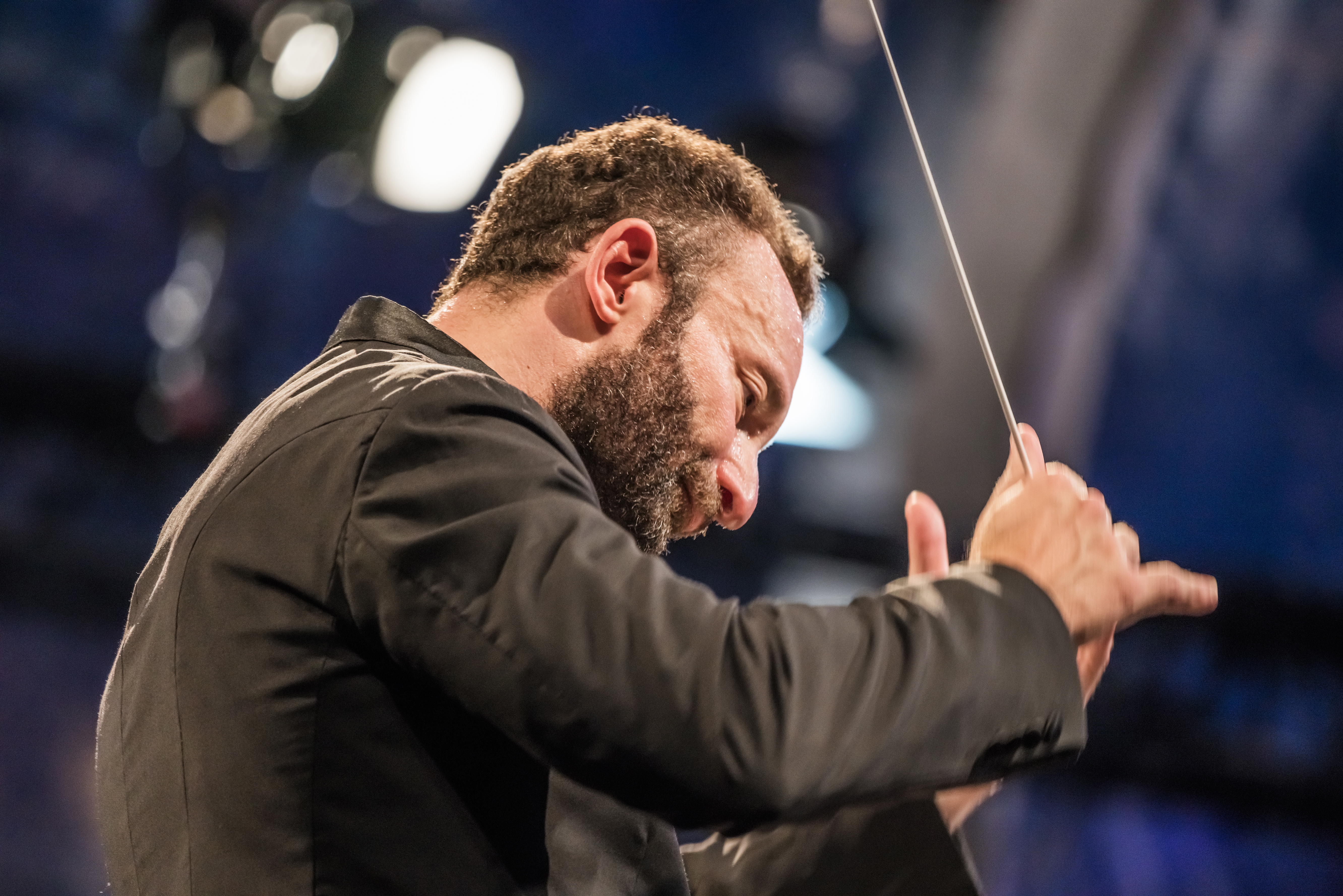
Kirill Petrenko Conduint en un concert del Berlín Philharmonic

Petrenko fou Generalmusikdirektor del Komische Oper Berlin de 2002 a 2007. Durant aquest període, va fer el seu debut amb la Bayerische Staatsoper el 2003, i va retornar a la companyia de Múnic el 2009 per una producció de Jenůfa. L'octubre de 2010, la Bayerische Staatsoper va anunciar l'acord amb Petrenko com el seu pròxim Generalmusikdirektor (GMD), començant el 2013. L'octubre de 2015, el seu contracte com GMD de la Bayerische Staatsoper va ser ampliat fins a la temporada 2020–2021, tot i que per l'any final del seu contracte, va ser planificat d'aparèixer només com a director convidat.
Petrenko va dirigir la Filarmònica de Berlín com a convidat el 2006 i va tornar a participar com a convidat el 2009 i el 2012. El juny de 2015, la Filarmònica de Berlín va anunciar l'elecció de Petrenko com a següent director de l'orquestra. Aquest acord és el primer de Petrenko per a la direcció d'orquestra d'una orquestra simfònica que no està afiliada a una companyia d'òpera. L'octubre de 2015, l'orquestra va anunciar que Petrenko iniciaria formalment el seu contracte com a director titular de la Filarmònica de Berlín la temporada 2019-2020 com a convidat, com així va passar. L'octubre de 2016, la Filarmònica de Berlín va anunciar formalment que Petrenko iniciaria oficialment el seu càrrec com a director titular de l'orquestra el 19 d'agost de 2019. En el seu concert inaugural va dirigir la novena simfonia de Beethoven.